# DAK-Gesundheit

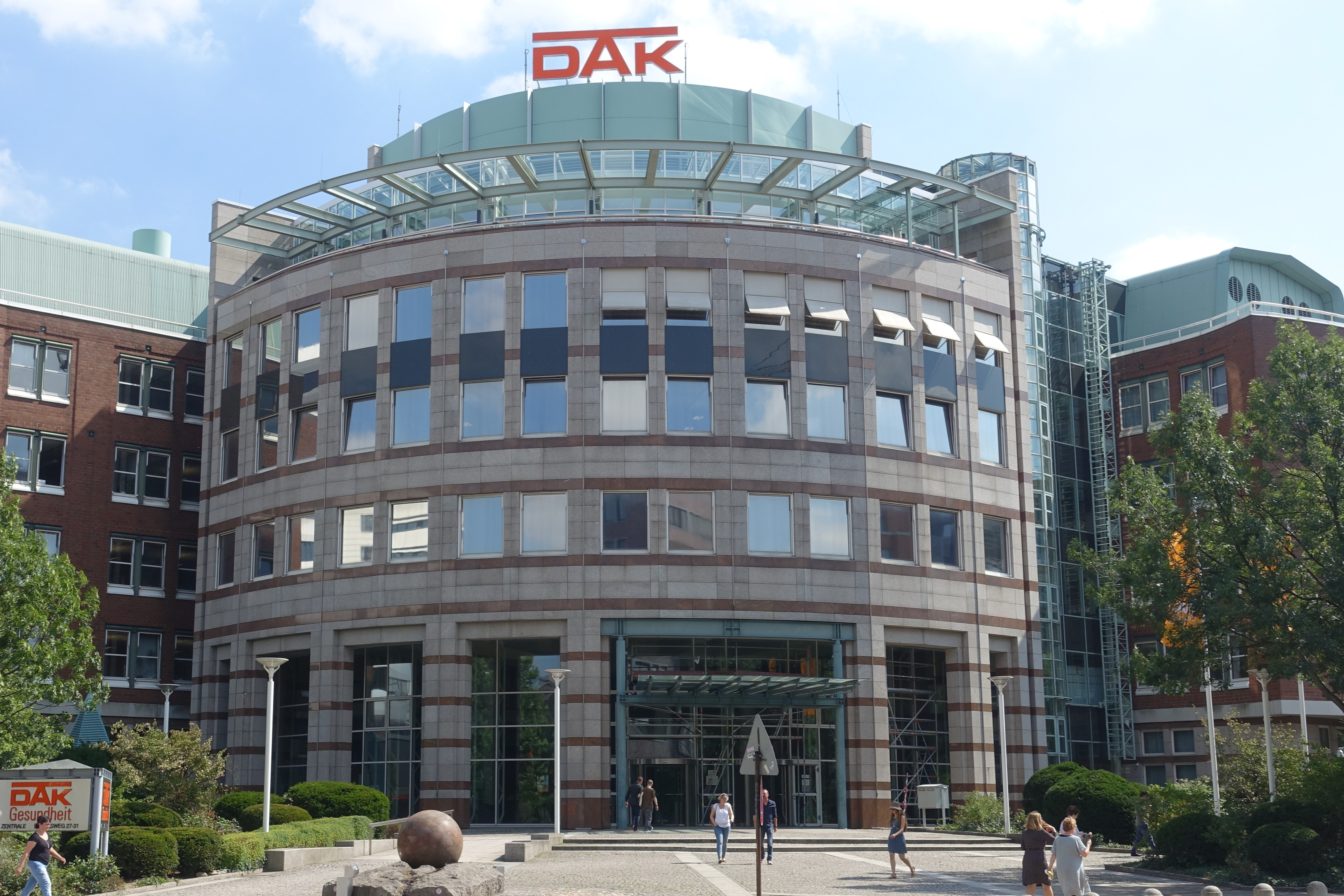
Hauptverwaltung der DAK-Gesundheit in Hamburg (2018)

Logo 2007

Die DAK-Gesundheit mit Sitz in Hamburg ist eine bundesweit tätige deutsche Krankenkasse. Sie ist eine Körperschaft des öffentlichen Rechts mit Selbstverwaltung innerhalb der gesetzlichen Krankenversicherung. Sie ist die deutsche Krankenkasse mit der ältesten Geschichte, die dokumentiert bis in das Jahr 1773 zurückreicht. Erstmals ab 1930 hieß sie (mit Unterbrechung in der Zeit des Nationalsozialismus) bis 2011 Deutsche Angestellten-Krankenkasse (DAK), seit 2012 trägt sie den aktuellen Namen.

## Geschichte

### Die Ursprünge
Die DAK-Gesundheit ist die deutsche Krankenkasse mit der ältesten Geschichte.
Als erste Erwähnung gilt die Gründung des Instituts zum Besten nothleidender Handlungsdiener 1773 in der damals preußischen Stadt Breslau. Die 279 Gründungsmitglieder schrieben sich sowohl christliche Nächstenliebe als auch die zweckfreie Menschlichkeit gegenüber Bedürftigen in ihr Statut. In Breslau befindet sich zudem mit dem Gebäude Schuhbrücke (jetzt: Szewska) 50/51 die erste Geschäftsstelle der DAK-Gesundheit, welche die „Cassa“ 1836 erwarb.
Als zweiter prägender Vorläufer der heutigen DAK-Gesundheit gilt der 1858 gegründete Verein der Handlungs-Commis (VHC) durch 58 Handlungsdiener in Hamburg, dem heutigen Hauptsitz der DAK-Gesundheit. Ziel dieses Zusammenschlusses war es, „Engagements suchenden Handlungsgehilfen auf möglichst kostenfreiem Wege, das heißt, mit Beseitigung aller sogenannten Vermittlungsgebühren oder Courtage, zur Anstellung zu verhelfen.“
Sowohl das Breslauer Institut als auch der Hamburger Verein waren eine Mischung aus Arbeitsamt, Berufsschule und wohltätiger Privatversicherung, die im Krankheits- und Arbeitslosenfall Unterstützung gewährte, die berufliche Bildung förderte, Stellen vermittelte und Sterbegeld auszahlte.

### Bismarckzeit, Hilfskassengesetz und Kaiserreich
Die Gründung des deutschen Nationalstaates 1871 und das Hilfskassengesetz von 1876 veränderten die ursprünglich selbst organisierten und lokal orientierten Kassen nachhaltig. Es war ein erster Schritt auf dem Weg zur staatlichen Regulierung der Angestelltenversicherung. Erstmals gab es ein Gesetz, das – zumindest prinzipiell – von der Rechtsgleichheit aller männlichen Staatsbürger ausging. Es legte reichsweite Normen fest, verlieh den eingeschriebenen Hilfskassen den Status einer juristischen Person und beschränkte ihre Haftung auf das Kassenvermögen. Zudem etablierte das Gesetz eine nationale Koexistenz von freien und Zwangskassen. Gleichzeitig wurde die unternehmerische Gestaltungsfreiheit der Kassen zugunsten einer staatlichen Regulierung beschnitten.

### Die Anfänge der Versicherungspflicht
Einen weiteren Meilenstein bildete das 1883 verabschiedete Gesetz über die Krankenversicherung der Arbeiter. Bis heute bestimmen dessen grundlegende Strukturen das deutsche Krankenkassensystem. Obwohl das Gesetz die Angestellten als soziale Großgruppe nicht wahrnahm – eine Versicherungspflicht für Angestellte folgte erst 1911 –, bescherte es der ab 1885 als eingetragene Hilfskasse unter dem Namen Kranken- und Begräbniskasse des Vereins für Handlungs-Commis von 1858 e.H. firmierenden VHC-Krankenkasse einen enormen Mitgliederzuwachs. Bereits im Jahr ihrer Umschreibung besaß die Kasse mehr als dreimal so viele Mitglieder wie die übrigen Hilfskassen, bis 1911 wuchs die Mitgliederzahl auf das Dreißigfache. Der Erfolg beruht zum großen Teil auf einer raschen Expansion ins übrige Reichsgebiet.

### Hilfskassen als Vorläufer der Ersatzkassen
Der durch das Arbeiterversicherungsgesetz ausgelöste Gründungsboom freier Hilfskassen brachte unter anderem die „Central-Kranken- und Begräbniskasse für die Mitglieder des Verbandes deutscher Handlungsgehülfen zu Leipzig“ hervor, eine weitere Vorgängerkasse der DAK. Mit Krankentagegeld nach drei Tagen und zahnärztlichen Behandlungen sowie der Einrichtung von Erholungsheimen wurde deren Leistungskatalog richtungweisend.
Die Hilfskassen gelten als direkte Vorläufer der Ersatzkassen, zu denen auch die DAK-Gesundheit gehört. Sie versicherten in erster Linie Angestellte, die von der Arbeiterkrankenversicherung nicht betroffen waren. Die Hilfskassen verwalteten sich selbst, boten ihren Mitgliedern häufig eine freie Arztwahl und deutlich höhere Leistungen.

### Untrennbarer Bund: Gewerkschaften und Krankenkassen
Neben der zunehmenden Absicherung im Krankheitsfall organisierte sich der neue Mittelstand gewerkschaftlich. Die Gewerkschaften gründeten häufig Krankenkassen, um potenziellen Mitgliedern einen Mehrwert bieten zu können. Dazu gehören auch der 1893 gegründete Deutschnationale Handlungsgehilfenverband (DHV) und seine Krankenkasse, die bis 1914 zur größten kaufmännischen Hilfskasse Deutschlands aufstieg. In einer Zeit sozialer und wirtschaftlicher Umbrüche grenzte der DHV nicht nur Sozialdemokraten und Frauen gezielt aus, sondern verbreitete antisemitische Propaganda, die den Boden für den späteren Nationalsozialismus bereitete. Eine weltanschauliche Sicht, die viele Angestellte teilten.

### Weimarer Republik: Die DAK entsteht
Die Zeit der Weimarer Republik brachte im Bereich der Gewerkschaften und ihrer Krankenkassen Strukturveränderungen, die nach dem Ende des Nationalsozialismus erneut aufgenommen und bis zu den Gesundheitsreformen des ausgehenden 20. Jahrhunderts für das Krankenkassenwesen der Bundesrepublik prägend blieben. Die durch die Gründung des DHV eingeleitete Spaltung der Angestelltenschaft etwa wurde in den 1920er-Jahren mit der Gründung der drei großen Gewerkschaftsblöcke manifestiert. Neben dem rechten DHV entstanden der linksliberale Gewerkschaftsbund Deutscher Angestellter (GDA) und der linke Allgemeiner freier Angestelltenbund (AfA). Die Vorgängerkassen der DAK gehörten zum GDA. Nach einer Reihe von Fusionen, unter anderem mit der Leipziger Kasse und dem Breslauer Institut, wurde die Kasse schließlich 1930 in Deutsche Angestellten-Krankenkasse (DAK) umbenannt.

### Vorreiter in der Kinder- und Jugendfürsorge
Die DAK bot ihren Mitgliedern günstige Preise und bezahlte die Ärzte besser, damit die Versicherten individuelle und sorgfältige Behandlungen erhielten. Sie gewährte Kranken-, Wochen- und Familienhilfe, Familienversicherung sowie Sterbegeld. Die Struktur war demokratisch aufgebaut und bestand aus einer Hauptversammlung aus dem Kreis der Mitglieder, dem Aufsichtsrat und dem Hauptvorstand, jeweils mit gewählten Vorsitzenden.
Doch bereits während der 1920er-Jahre kämpfte die Kasse mit steigenden finanziellen Belastungen, was unter anderem auf den Anstieg neuer Heilmethoden und die Mentalität der Versicherten, wegen „jeder Kleinigkeit zum Arzt zu laufen“, zurückzuführen war. Gleichzeitig nahm sie eine Vorreiterrolle bei der Gesundheitsvorsorge für Kinder und Jugendliche ein, etwa durch die Einrichtung eines Kurheimes in Bad Frankenhausen.

### Die DAK zur Zeit des Nationalsozialismus
Die DAK überlebte die Gleichschaltung durch Unterordnung und völlige Umgestaltung. Sie wurde zu einer der fünf Berufskrankenkassen unter dem Dach der Nationalsozialistischen Angestelltenschaft (NSA) und war fortan als Berufskrankenkasse der weiblichen Angestellten (BdwA) ausschließlich für diese zuständig. Die Bestrebungen der Nationalsozialisten, eine Einheitskrankenkasse zu gründen, wurden nicht realisiert. Die Ersatzkassen blieben erhalten. Durch zahlreiche Umstrukturierungen waren sie allerdings ab 1934 erstmals in ihrer Geschichte autonom, das heißt, ohne finanzielle und organisatorische Rückendeckung mächtiger Verbände.
Die Kassenpolitik der Zeit des Nationalsozialismus war geprägt von Regelungen, die der nationalsozialistischen Bevölkerungspolitik entstammten, etwa die besondere Förderung verheirateter Kassen-Angestellter oder die Leistungsverbesserungen für kinderreiche Familien. Ausgebaut wurde die Kinderfürsorge – allerdings eingebunden in die nationalsozialistische „Gesundheitsführung“, die allein der Stärkung von „Volk“ und „Rasse“ diente. Die Leitungsebene der Kasse, aus der DHV-Kasse stammend, vertrat zudem einen fanatischen Antisemitismus. Der Zweite Weltkrieg brachte der BdwA eine Zwangsvereinigung zur Berufskrankenkasse der Kaufmannsgehilfen und weiblichen Angestellten (BKW). Die durch die Wehrpflicht entstandenen Lücken im Kassenpersonal wurden verstärkt durch Frauen geschlossen, die 1933 ihre Stellungen an arbeitslose Männer verloren hatten. Zudem waren die Krankenkassen ab 1942 für den Einzug aller Sozialversicherungsbeiträge (Kranken-, Arbeitslosen- und Rentenversicherung) verantwortlich. Einem erneuten Beschluss zur Abschaffung der Ersatzkassen kam schließlich das Kriegsende am 8. Mai 1945 zuvor.

### Neuanfang mit alter Belegschaft
Nach dem Ende des Zweiten Weltkrieges knüpften Verbände und Krankenkassen schnell an die Zeit vor 1933 an. Die BKW wurde auf Druck der Alliierten entnazifiziert und 1946 in DAK zurückbenannt. Erneut verstand man sich als eine gewerkschaftlich-genossenschaftliche Selbsthilfeeinrichtung für Angestellte. Die meisten der aus politischen Gründen zunächst entlassenen Mitarbeiter wurden bis 1952 wieder eingestellt. Eine ernsthafte Auseinandersetzung mit ihrer Vergangenheit wurde den DAK-Beschäftigten nicht abverlangt. Gleichzeitig gab sich die DAK bereits Anfang 1948 eine an die Zeit der Weimarer Republik anknüpfende demokratische Führungsstruktur und baute bis 1950 eine bis in die Basis hineinreichende demokratische Selbstverwaltungsstruktur auf. Das entsprechende Gesetz folgte erst zwei Jahre später.

### Einheitsversicherung nur für die DDR
Die Alliierten verfolgten zunächst in allen Besatzungszonen das Modell einer Einheitsversicherung für alle Sozialabgaben. Durchgesetzt wurde es ab 1946 in der sowjetischen Besatzungszone, später DDR, sowie zunächst in der französischen Zone. Das Grundgesetz und das Sozialversicherungsanpassungsgesetz der Bundesrepublik von 1949 garantierten schließlich den Fortbestand der Ersatzkassen in allen westlichen Zonen. Den finanziellen Krisenjahren 1948 bis 1950, ausgelöst u. a. durch die Währungsreform 1948 und einen Mitgliederverlust von mehr als der Hälfte der Stammversicherten durch die Teilung Deutschlands, folgten schließlich Aufschwung und Wirtschaftswunder in der Bundesrepublik. Bereits 1954 war der Mitgliederbestand der DAK wieder auf eine Million angewachsen, davon 50 Prozent Frauen. Die Kasse legte erneut einen Schwerpunkt auf Kinder- und Jugendgesundheit, denn noch 1953/54 war der Gesundheitszustand vieler Kinder und Jugendlicher schlecht. Die Fusion mit der Lichterfelder Ersatzkasse (LEK) 1951 eröffnete der bis dahin auf kaufmännische Angestellte beschränkten DAK die Möglichkeit, Mitglieder in allen Berufskategorien der Angestellten zu werben. 1958 wurde zudem der Geschäftsbetrieb in West-Berlin wieder aufgenommen, 1960 im Saarland. Bis Ende der 1960er-Jahre wuchs die Zahl der DAK-Mitglieder auf mehr als 2,5 Millionen. Trotz Expansion blieb die DAK ihrem Grundsatz einer dezentralen Organisationsstruktur treu.

### Sozialpolitische Reformen in den 1960er- und 1970er-Jahren
Mit der sozial-liberalen Ära brach eine Zeit der sozialpolitischen Reformen an, die etwa das Mitbestimmungsrecht der Arbeitnehmer stärkten und den Renteneintritt ab dem 63. Lebensjahr ermöglichten. 1970 führte die DAK Krebsvorsorgeuntersuchungen für ihre Mitglieder ein. Ein Jahr später wurde das dreimillionste Mitglied aufgenommen.

### Mauerfall und Wiedervereinigung
Schon 1990 begann die Kasse, in den künftigen neuen Bundesländern Geschäftsstellen einzurichten, Mitarbeiter zu schulen und um neue Mitglieder zu werben. Zum 1. Januar 1991 traten mehr als 872.000 Ostdeutsche in die DAK ein. Bis 1997 wuchs die Gesamt-Versichertenzahl auf acht Millionen, davon 65 Prozent Frauen. Das lag zum Teil am Zustrom der neuen Bundesbürger, zum Teil aber auch an der seit 1996 geltenden freien Krankenkassenwahl ohne Berufsgruppenbeschränkung für die Versicherten.

### Datenschutzverstöße
Im Jahr 2008 war bekannt geworden, dass die damalige Deutsche Angestellten-Krankenkasse (DAK) Daten von rund 200.000 Patienten zur Betreuung des inzwischen beendeten Chroniker-Betreuungsprogramms „besser leben“ an einen externen Dienstleister weitergegeben hatte. Offenbar sind an das Unternehmen nicht nur Identifizierungsdaten der Versicherten, sondern auch Leistungsdaten übermittelt worden. Nach Informationen des Bundesversicherungsamts (BVA) erfolgte die Übermittlung von Sozialdaten erst, nachdem die Versicherten eine Teilnahmeerklärung am Programm abgegeben hatten, ohne jedoch auf die Weitergabe ihrer Daten hingewiesen worden zu sein. Der damaligen DAK wurde dafür am 24. Oktober 2008 der Big Brother Award 2008 in der Kategorie Gesundheit und Soziales verliehen. Das Bundesversicherungsamt schloss die Prüfung des Programms besser leben im Januar 2009 ab und stellte keine aufsichtsrechtlichen Bedenken mehr fest.

### Seit 2012: DAK-Gesundheit
Am 1. Januar 2012 ging die DAK-Gesundheit aus dem Zusammenschluss der Deutschen Angestellten-Krankenkasse (DAK) mit der BKK Gesundheit und der BKK Axel Springer hervor.
Seit Juli 2014 bietet die Krankenkasse ihren Versicherten die Möglichkeit, Arzttermine direkt online auf ihrer Website zu buchen. Die Technologie hierfür wurde vom Unternehmen Arzttermine.de entwickelt und auf der eigenen Website mit einem anderen Design eingesetzt. Die Dienstleistung ist kostenlos. Ob bei der Buchung über das Internetportal der DAK-Gesundheit aber geprüft wird, dass es sich bei dem potenziellen Patienten wirklich um einen Versicherten der eigenen Krankenkasse handelt, ist nicht bekannt.
Zum 1. Juli 2016 schlossen sich die DAK-Gesundheit und die BKK Beiersdorf AG zur DAK-Gesundheit zusammen.

### Vorgängerkrankenkassen
Die Vorgängerkassen der DAK-Gesundheit:
- 1773: Institut für hilfsbedürftige Handlungsdiener
- 1930 wurde der Name von Berufskrankenkasse des Gewerkschaftsbundes der Angestellten in Deutsche Angestellten-Krankenkasse (DAK) geändert.
- 1951: Lichterfelder Ersatzkasse
- 1997: Braunschweiger Ersatzkasse (BK)
- 2010: Hamburg Münchener Krankenkasse[40]
- 2012: BKK Axel Springer, BKK Gesundheit

2012 wurde der Name auf DAK-Gesundheit geändert.
- 2013: Saint-Gobain Betriebskrankenkasse
- 2015: Shell BKK/Life
- 2016: BKK Beiersdorf AG

## Organe der DAK-Gesundheit
Ein dreiköpfiger Vorstand führt die DAK-Gesundheit und verantwortet das operative Geschäft. Die DAK-Gesundheit ist eine Körperschaft des öffentlichen Rechts mit Selbstverwaltung. Das Organ der Selbstverwaltung ist der Verwaltungsrat, dem bei der DAK-Gesundheit 28 Versichertenvertreter sowie 2 Arbeitgebervertreter angehören. Die Versichertenvertreter werden alle sechs Jahre im Rahmen der Sozialwahl von den Mitgliedern der DAK-Gesundheit gewählt.

## Finanzen
Die Kasse gab im Jahr 2023 pro Versicherten 4447,68 Euro für Leistungen und 204,63 Euro für Verwaltung aus.
Die DAK musste vom 1. Februar 2010 bis zum 31. März 2012 einen einkommensunabhängigen Zusatzbeitrag in Höhe von 8,00 Euro monatlich erheben. Seit dem 1. Januar 2015 erhob sie einen einkommensabhängigen Zusatzbeitrag in Höhe von 0,9 Prozent des beitragspflichtigen Einkommens, der zum 1. Januar 2016 auf 1,5 Prozent stieg und 2023 auf 1,7 Prozent weiter angehoben wurde. Im Jahr 2024 entsprach der Zusatzbeitrag der DAK-Gesundheit – weiterhin 1,7 Prozent – dem durchschnittlichen Zusatzbeitrag  aller Kassen. Seit 1. Januar 2025 beträgt er 2,8 Prozent. Der tatsächliche, durchschnittliche Zusatzbeitrag aller Kassen ist zum 1. Januar 2025 auf 2,9 Prozent gestiegen.

## Gesundheitskampagnen und Prävention

### Aktionbunt statt blau
Der Plakatwettbewerb bunt statt blau – Kunst gegen Komasaufen ist eine seit 2010 jährlich veranstaltete bundesweite Kampagne gegen das Rauschtrinken von Jugendlichen. Seither nahmen mehr als 122.000 Mädchen und Jungen im Alter zwischen 12 und 17 Jahren – einzeln oder in Teams – teil (Stand November 2022). Aus den Siegern der einzelnen Bundesländer wählt eine Jury jeweils vier Bundessieger. Alle Siegerbilder werden im Rahmen einer Wanderausstellung in Schulen oder Rathäusern deutschlandweit ausgestellt. Zu gewinnen gibt es Geld- und Sachpreise.
Die Schirmherrschaft für die Aktion liegt beim Beauftragten der Bundesregierung für Sucht- und Drogenfragen, Burkhard Blienert, sowie auf Landesebene bei Ministerpräsidenten und/oder Gesundheits- und Sozialministern. Unterstützt und begleitet wird die Aktion vom Institut für Therapie- und Gesundheitsforschung (IFT-Nord) in Kiel, ferner bis 2016 von der Band Luxuslärm, 2017 von der Sängerin Grace Capristo und von 2018 bis 2020 von dem Sänger Emree Kavás.
In den Drogen- und Suchtberichten der Bundesregierung wird bunt statt blau regelmäßig als Präventionskampagne gegen Alkoholmissbrauch vorgestellt. Die Aktion gehört für die EU zu den zehn erfolgreichsten Kampagnen im Rahmen der Europäischen Aktion Drogen (EAD). Die DAK-Gesundheit hat es mit bunt statt blau als einzige von 80 deutschen Aktionen in die Top Ten geschafft und wurde 2011 für den Politikaward nominiert.

### Aktion Glasklar
Der Plakatwettbewerb bunt statt blau ist eingebettet in die Aktion Glasklar. Die Informationskampagne zum Thema Alkohol existiert seit 2004. Diverse Printmedien, ein Quiz mit Gewinnmöglichkeit, Unterrichtseinheiten und die Internetseite www.dak.de/aktionglasklar informieren und motivieren Jugendliche, sich mit dem Thema auseinanderzusetzen. Weitere Zielgruppen sind Eltern oder Lehrkräfte.

### Deutscher BGM-Förderpreis
Der Deutsche Förderpreis für Betriebliches Gesundheitsmanagement (BGM) wird seit 2015 von der DAK-Gesundheit und der Kommunikationsberatung MCC vergeben. Der Wettbewerb würdigt Unternehmen, Einrichtungen und Organisationen, die innovative Vorhaben zur Gesundheitsförderung planen, und unterstützt die Gewinner bei der Umsetzung ihrer Ideen.

### fit4future
fit4future ist ein Programm der DAK-Gesundheit und der fit4future foundation. Deutschlandweit gehört es zu den größten Präventionskampagnen für Kindertagesstätten und Schulen. Seit 2016 soll fit4future Kinder und Jugendliche dabei unterstützen, einen nachhaltig gesunden Lebensstil zu entwickeln: mit mehr Bewegung, ausgewogener Ernährung, einer Verbesserung der psychischen Gesundheit und geistigen Fitness sowie der Vermeidung von Suchtverhalten. Ziel ist eine nachhaltige Sensibilisierung der Teilnehmer für einen gesunden Lebensstil. Das Programm steht Kindern und Heranwachsenden im Alter von drei bis 19 Jahren zur Verfügung. Teilnehmen können Kitas, Grund- und Förderschulen sowie alle weiterführenden Schulen. Seit 2022 werden Einrichtungen in sozialen Brennpunkten besonders in den Fokus genommen. fit4future wird durch die Technische Universität München wissenschaftlich begleitet. Es konnten signifikante Verbesserungen durch das Programm, beispielsweise bei körperlicher Aktivität, Konzentrationsfähigkeit und im Ernährungsverhalten der teilnehmenden Grund- und Förderschulkinder, festgestellt werden.

### Gesichter für ein gesundes Miteinander
Der Wettbewerb Gesichter für ein gesundes Miteinander ist Bestandteil der 2018 gestarteten Initiative für ein gesundes Miteinander der DAK-Gesundheit und fand 2020 erstmals statt. Prämiert werden Menschen, die sich mit besonderen Ideen für Prävention und Gesundheitsvorsorge engagieren. Der Wettbewerb stand 2021 in den Kategorien Reputation und Marke sowie Healthcare auf der Shortlist der PR Report Awards und wurde 2022 in der Kategorie Gesellschaftliche Kampagne des Jahres für den Politikaward nominiert.

### Just be smokefree
Das Programm Just be smokefree richtet sich an Jugendliche und junge Erwachsene, die mit dem Rauchen aufhören oder weniger rauchen wollen. Das Programm wurde vom Institut für Therapie- und Gesundheitsforschung (IFT-Nord) entwickelt. Es verfolgt einen ganzheitlichen Ansatz. Grundlage ist die Analyse des eigenen Rauchverhaltens. Zudem werden Themen rund um das Rauchen aufgegriffen, wie Passivrauchen, Ernährung oder die Methoden der Tabakindustrie. Unter den Teilnehmern werden regelmäßig Geldpreise verlost.

### Online-Coachings
Außerdem bietet die DAK-Gesundheit verschiedene Online-Coachings an – dazu gehören Coachings zu den Themen Ernährung, Bewegung, Fitness, Rückengesundheit, Rauchen, Stress und Kopfschmerz. Für Jugendliche werden zielgruppengerechte Online-Coachings zum Umgang mit Stress, Ängsten und Sorgen sowie zur Förderung der Resilienz angeboten.

## Reporte und Studien
In verschiedenen Reporten und Studien analysiert die DAK-Gesundheit Entwicklungen im Gesundheitswesen und setzt sich für die Verbesserung der Versorgung der Versicherten ein.

### Gesundheitsreport
Der jährlich erscheinende Gesundheitsreport analysiert die Daten zur Arbeitsunfähigkeit aller bundesweit bei der DAK-Gesundheit versicherten Menschen und untersucht darüber hinaus geschlechts-, alters-, branchen- und regionalspezifische Besonderheiten. 2018 standen zudem Rückenerkrankungen, 2019 die Themen Sucht und Abhängigkeit besonders im Fokus. Auch die in der vom Vorstandsvorsitzenden der Krankenkasse herausgegebenen Schriftenreihe Beiträge zur Gesundheitsökonomie und Versorgungsforschung erscheinenden Berichte behandeln jeweils ein Schwerpunktthema.

### Kinder- und Jugendreport
Seit 2018 widmet sich der jährliche Kinder- und Jugendreport wechselnden Fragestellungen zur Gesundheitsversorgung von Kindern und Jugendlichen in Deutschland. Zu den bisherigen Themen zählen die Auswirkungen der Corona-Pandemie, Alkohol- und Drogenkonsum, Depressionen und Ängste bei Schulkindern, häufige Krankheiten im Kindes- und Jugendalter, chronische Krankheiten und der Zusammenhang zwischen Eltern- und Kindergesundheit.

### Pflegereport
Mit dem jährlich (mit Ausnahme von 2020) erscheinenden Pflegereport und weiteren wissenschaftlichen Analysen will sich die DAK-Gesundheit als Pflegekasse in die politische Debatte um die Zukunft der Pflege einbringen. Der Pflegereport wird in Zusammenarbeit mit Thomas Klie, Rechtswissenschaftler mit Forschungsschwerpunkt Gerontologie und Pflege der Evangelischen Hochschule Freiburg, und kooperierenden Instituten erstellt.
Darüber hinaus gibt die DAK-Gesundheit anlassbezogene wissenschaftliche Analysen u. a. bei Heinz Rothgang, Professor für Gesundheitsökonomie der Universität Bremen, in Auftrag, die als Impulse für die Weiterentwicklung der Pflegeversicherung gedacht sind. So hat Rothgang 2021 im Auftrag der DAK-Gesundheit eine Studie zu der mit dem Gesetz zur Weiterentwicklung der Gesundheitsversorgung (GVWG) verabschiedeten Pflegereform durchgeführt: „Auswirkungen der Regelungen des GVWG auf die stationären Pflegekosten und ihre Aufteilung“.

### Versorgungsreport
Die DAK-Versorgungsreporte beschreiben komplexe Versorgungsaufgaben und analysieren sie auf der Grundlage internationaler wissenschaftlicher Erkenntnisse, um konkrete Verbesserungen in der Versorgung zu erreichen. Bisher sind Reporte zu den Themen Schlaganfall, Adipositas, Diabetes Mellitus und Multimorbidität im Alter erschienen.

### AMNOG-Report
Seit 2015 gibt die DAK-Gesundheit jährlich einen AMNOG-Report heraus, der beim Medhochzwei Verlag verlegt wird. Benannt nach dem Arzneimittelmarktneuordnungsgesetz (AMNOG) bietet er eine systematische Bestandsaufnahme der AMNOG-Beschlüsse und deren Folgen für den Arzneimittelmarkt und die Patienten und legt die Ergebnisse aus der frühen Nutzenbewertung und den wissenschaftlichen Fachtagungen vor.

## Forschung zu Kinder- und Jugendgesundheit

### Studie zu Gaming, Social Media und Corona
In einer Längsschnittstudie wurde in den Jahren 2019 bis 2024 der Umgang von Kindern und Jugendlichen mit digitalen Medien untersucht. Die Untersuchung fand in Zusammenarbeit mit dem Universitätsklinikum Hamburg-Eppendorf (UKE) statt. Das Ergebnis der Studie zeigt eine im Untersuchungszeitraum stark gestiegene Nutzung von Computerspielen und Social-Media-Applikationen mit einem Höhepunkt im April 2020. Im Schnitt waren Jungen stärker betroffen als Mädchen. Der Untersuchungszeitraum war stark von der Corona-Pandemie geprägt.

### Präventionsradar
Der Präventionsradar ist eine Fragebogenstudie vom IFT-Nord zum Gesundheitsverhalten von Schulkindern, die von der DAK-Gesundheit gefördert wird. Die Befragungen der Klassenstufen 5 bis 10 finden seit dem Schuljahr 2016/2017 jährlich in vielen Bundesländern statt. Zum Schuljahr 2022/2023 waren es 14 (ohne Bayern und das Saarland). Ziel des Präventionsradars ist es, die Präventionsarbeit in den Schulen stärker an die Bedürfnisse der Schüler anzupassen. Teilnehmende Schulen bekommen jährlich einen eigenen Schulbericht zum aktuellen Gesundheitsverhalten. Daneben gibt es einen bundesweiten Ergebnisbericht mit einem Überblick über die gesundheitsrelevanten Verhaltensweisen von Kindern und Jugendlichen in Deutschland. Zusätzlich werden wechselnde Fragestellungen wissenschaftlich untersucht, etwa der Einfluss von Werbung auf das Rauchverhalten oder von Shisha-Rauchen auf einen späteren (E-)Zigarettenkonsum. Schulstress, die Auswirkungen der Corona-Pandemie und Bewegungsarmut im Jugendalter wurden ebenfalls bereits dargestellt.

## Buchveröffentlichungen

### 225 Jahre DAK – Gesundheit und Verantwortung
Die Festschrift beschreibt die Geschichte der DAK und ihrer Vorgängerkassen von 1774 bis 1999 vor dem Hintergrund der allgemeinen politischen und sozialen Entwicklung in Deutschland. Sie gewährt Einblicke in die soziale Situation der Versicherten in der jeweiligen Epoche. Autoren der Festschrift sind die beiden Historiker Volker Böge und Hartwig Stein.

### Kur oder Verschickung – Die Kinderkuren der DAK zwischen Anspruch und Wirklichkeit
Die DAK-Gesundheit hat die Geschichte der Kinderkuren in der Nachkriegszeit aufgearbeitet. In ihrem Auftrag wies dabei der Historiker Hans-Walter Schmuhl in einer unabhängigen Untersuchung Strukturen nach, die Gewalt in Kinderkurheimen begünstigten. Die DAK unterhielt drei eigene Heime, darüber hinaus arbeitete sie mit insgesamt 65 Vertragsheimen zusammen. Schmuhl stützte seine Forschung auf Aktenbestände der DAK sowie auf Gespräche mit Betroffenen und Erkenntnisse, die vom Nexus Institut für Kooperationsmanagement und interdisziplinäre Forschung in Zusammenarbeit mit der Initiative Verschickungskinder zusammengetragen wurden. Im Zuge der Buchveröffentlichung bat der Vorsitzende des Vorstands der DAK-Gesundheit, Andreas Storm, auf einer Pressekonferenz am 26. April 2023 in Berlin „alle, die in diesen Kuren leidvolle Erfahrungen gemacht haben, um Entschuldigung“.

### Solidarisch. Sozial. Nachhaltig. 250 Jahre DAK-Gesundheit
Zum Jubiläum der DAK-Gesundheit wurde ihre ereignisreiche Geschichte in einer über 500 Seiten starken Festschrift zusammengestellt. Das Buch beschreibt die Sozialgeschichte Deutschlands abseits der staatlichen und politischen Institutionen. Im Mittelpunkt steht die Geschichte der DAK von der Gründung in der sich auflösenden ständischen Gesellschaft des 18. Jahrhunderts bis zur modernen Krankenkasse in einer postindustriellen Gesellschaft des 21. Jahrhunderts. Autoren der Festschrift sind die Historiker Volker Böge, Hartwig Stein und Hans-Walter Schmuhl.